# Радостовский сельсовет
Радостовский сельсовет — административная единица на территории Дрогичинского района Брестской области Белоруссии. Административный центр — агрогородок Радостово.

## История
Образован в 1940 г.

## Состав
В состав сельсовета входят 1 агрогородок и 4 деревни:
| Населённый пункт | Статус      | СОАТО         | Координаты                      |
| ---------------- | ----------- | ------------- | ------------------------------- |
| Гора́вица         | деревня     | 1 220 863 016 | 51°57′53″ с. ш. 24°58′55″ в. д. |
| Залесье          | деревня     | 1 220 863 021 | 52°00′40″ с. ш. 25°00′40″ в. д. |
| Радостово        | агрогородок | 1 220 863 026 | 51°57′56″ с. ш. 24°56′08″ в. д. |
| Рожно́е           | деревня     | 1 220 863 031 | 51°59′01″ с. ш. 24°51′51″ в. д. |
| Сварынь          | деревня     | 1 220 863 036 | 51°58′24″ с. ш. 25°02′13″ в. д. |